# Cratere Kem'
Kem'  è un cratere sulla superficie di Marte.